# Alloa Athletic Football Club
Maillots
Actualités
Dernière mise à jour : 25 novembre 2023.
Le Alloa Athletic Football Club est un club écossais de football basé à Alloa.

## Historique
- 1878 : fondation du club sous le nom de Clackmannan County
- 1879 : le club est renommé Alloa AFC
- 1883 : le club est renommé Alloa Athletic FC
- 1891 : 1re participation à la Midland Football League
- 1897 : 1re participation à la Central Football League
- 1898 : 1re participation à la Central Football Combination
- 1922 : 1re participation au championnat de 1re division (saison 1922/23)
- 2018 : promotion en Scottish Championship (D2)
- 2021 : promotion en Scottish League One (D3)

## Palmarès
| Compétitions nationales | Autres compétitions |
| - Championnat d'Écosse (0) : - Meilleur classement : 20e en 1923. - Championnat d'Écosse de deuxième division (1) : - Champion : 1922. - Vice-champion : 1939. - Championnat d'Écosse de troisième division (0) : - Vice-champion : 1977, 1982, 1985, 1989, 2000, 2002, 2010 et 2013. - Championnat d'Écosse de quatrième division (2) : - Champion : 1998 et 2012. - Scottish Challenge Cup (1) : - Vainqueur : 1999. - Finaliste : 2002 et 2015. | - Central Football League (1) : - Champion : 1913. - Vice-champion : 1910 et 1912. - Scottish Football Union (1) : - Champion : 1907. - Stirlingshire Cup (14) : - Vainqueur : 1905, 1908, 1909, 1913, 1921, 1925, 1934, 1947, 1956, 1958, 1960, 1966, 1982 et 1997. - Finaliste : 1906, 1907, 1910, 1911, 1912, 1922, 1924, 1936, 1937, 1948, 1950, 1955, 1957, 1961, 1969, 1984, 1994, 1998, 2000 et 2001. - Fife Cup (3) : - Vainqueur : 1886, 1896, 1898. - Finaliste : 1984. |

## Joueurs et personnalités du club

### Entraîneurs
Le tableau suivant présente la liste des entraîneurs du club depuis 1938.
| Rang | Nom                     | Période   |
| ---- | ----------------------- | --------- |
| 1    | ?                       | 1878-1938 |
| 2    | Jimmy McStay            | 1938-1940 |
| 3    | Compétitions suspendues | 1940-1945 |
| 4    | Jimmy Crapnell          | 1946      |
| 5    | Tommy Lipton            | 1946-1947 |
| 6    | Jimmy Simpson           | 1947-1948 |
| 7    | Bobby Hogg              | 1948-1949 |
| 8    | Tommy Lipton            | 1949-1951 |
| 9    | Davie McCulloch         | 1951-1952 |
| 10   | Webber Lees             | 1952-1955 |
| 11   | Jerry Kerr              | 1955-1959 |
| 12   | Archie McPherson        | 1959-1969 |

| Rang | Nom             | Période   |
| ---- | --------------- | --------- |
| 13   | Duncan McCallum | 1969-1971 |
| 14   | Ian Crawford    | 1971-1972 |
| 15   | Dan McLindon    | 1972-1974 |
| 16   | Hugh Wilson     | 1974-1980 |
| 17   | Alex Totten     | 1980-1982 |
| 18   | Willie Garner   | 1982-1984 |
| 19   | Jimmy Thomson   | 1984-1986 |
| 20   | Dom Sullivan    | 1986-1987 |
| 21   | Gregor Abel     | 1987-1990 |
| 22   | Billy Little    | 1990      |
| 23   | Hugh McCann     | 1990-1993 |
| 24   | Billy Lamont    | 1993-1995 |

| Rang | Nom            | Période   |
| ---- | -------------- | --------- |
| 25   | Pat McAuley    | 1995-1996 |
| 26   | Tom Hendrie    | 1996-1998 |
| 27   | Terry Christie | 1999-2003 |
| 28   | Tom Hendrie    | 2003-2006 |
| 29   | Allan Maitland | 2006-2011 |
| 30   | Paul Hartley   | 2011-2014 |
| 31   | Barry Smith    | 2014-2015 |
| 32   | Danny Lennon   | 2015      |
| 33   | Jack Ross      | 2015-2016 |
| 34   | Jim Goodwin    | 2016-2019 |
| 35   | Peter Grant    | 2019-2021 |
| 36   | Barry Ferguson | 2021-2022 |
| 37   | Brian Rice     | 2022-2023 |
| 38   | Andy Graham    | 2023-     |

### Joueurs emblématiques
- Graeme Armstrong
- John White
- Tommy Hutchison
- Willie Fernie
- Tully Craig
- Stevie May
- Mikk Reintam
- Michael Chopra